# Jabbin
Jabbin（ジャビン）は自由かつオープンソースのインスタントメッセージおよびボイスチャットのためのソフトウェア。

## 特徴
Jabbinはクロスプラットフォームのソフトウェアであり、Windows、Linux で利用できる。Mac版は現在開発中である（2007年10月26日現在）。XMPPプロトコルを使用しているので、Google Talk などの他のXMPPプロトコルを使用しているボイスチャットのためのソフトウェアと通話することができる。